# Побєдобєсіє

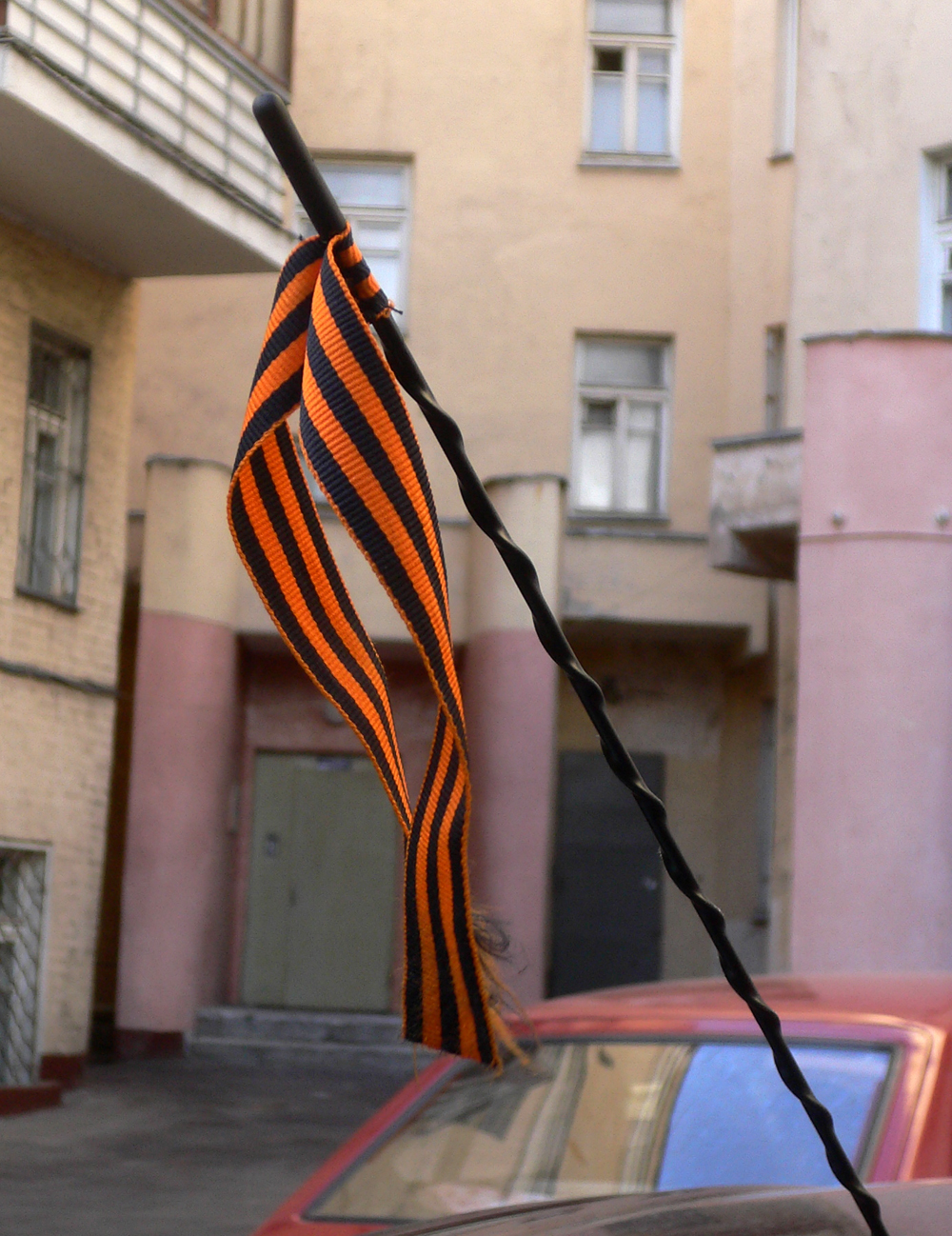
Так звана «георгіївська стрічка» на антені авто у Москві, травень 2008.

«Побєдобєсіє» або «побідобісся» (рос. «Победобесие») — інтернет-мем, узагальнювальна назва гіпертрофованої «переможної» істерії, «культу Перемоги» в путінській Росії. Це вислів російського православного протоієрея Мітрофанова, який зазначив, що «Культ Великої перемоги» — «побєдобєсіє» — спрямований на мілітаризацію свідомості, самовідданість народу ідеї «російського світу», згуртовуванню населення навколо національного лідера. Через влучність вислову, слово почало використовуватися як інтернет-мем[джерело?].
Критиками «культ великої перемоги» розцінюється як наруга над пам'яттю загиблих у радянсько-німецькій війні та позиціонується як механізм створення сучасної російської агресивної ідентичності, спрямованої на відродження і утримання впливу РФ на пострадянському просторі. Ідеалізація «священної війни» перетворює трагедію на культ.
Міф «Великої Перемоги»[що?] продовжує виконувати функцію, як генератора і ретранслятора імпершовіністських ідеологем, оскільки в російськосвітному дискурсі так звана «Велика Перемога» завершилася тим, що під контролем російських більшовиків опинилася половина Європи, і розпочався сорокарічний період конфронтації між наддержавами.
Згодом поняття розширилось і інтернет-мем почав використовуватись в тому числі не лише на позначення істерії навколо перемоги у Росії та у деяких сусідніх країнах, а навіть як «олімпійське „побєдобєсіє“» в Сочі 2014 на позначення згадки про допінговий скандал у Всеросійській федерації легкої атлетики, коли РФ забезпечила фальсифікації допінг-проб та проводячи паралелі між російським чемпіонатом світу-2018 й Олімпіадою в Берліні 1936-го та Олімпіадою в Москві 1980-го. Побєдобєсіє стало для багатьох росіян важливішим за сімейні та церковні свята.

## Історія виникнення

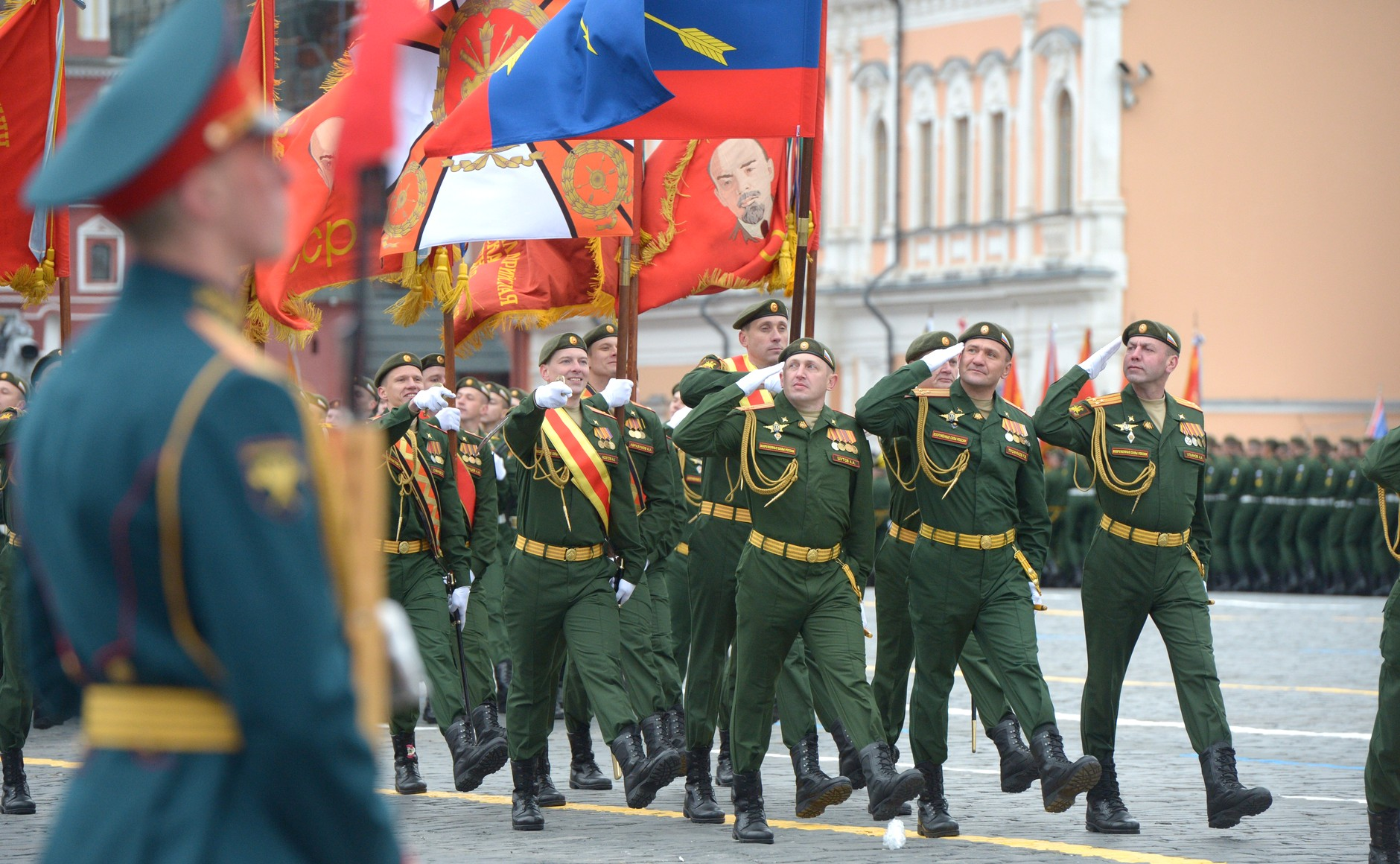
Московський парад перемоги у 2021. Видно радянські транспаранти.

Поняття «победобєсіє» винайшов та ввів у широкий обіг у 2005 році протоієрей, професор Санкт-Петербурзької духовної академії Георгій Митрофанов. Таким чином він відгукнувся на події, пов'язані зі святкуванням 60-річчя перемоги СРСР у війні з нацистською Німеччиною. Навколо терміна зав'язалися дискусії, але по-справжньому затребуваним «победобесіе» стало дев'ять років по тому, у 2014, після початку тимчасової анексії Росією Криму та вторгнення на Донбас. Відродження фашизму в Росії (або формування рашизму), у всьому його мілітаристському і пропагандистському блиску, супроводжувалося вихвалянням «дідів, які воювали».
В наш час победобєсіє — одна головних частин ідеології путінського режиму, основа сакрального російського державного міфу. Це «єдино правильне вчення» та ухилення від опрацювання масової психотравми, «планові заходи» замість живої пам'яті та тріумф агітпропу. Це виправдання минулих і нинішніх злочинів та мілітаристська пропаганда, шовінізм і сучасна версія сталінізму. Один з основних інструментів російських політичних репресій і гібридної агресії.
«9 травня» сучасна російська влада перетворила в головний символ свого антизахідного реваншизму, цілковито в дусі рудиментарної сталінської пропаганди.

## Ознаки
Ознаками явища є використання символів перемоги у війні та атрибутики війни в контексті інших проявів російської культури, несумісних з пам'яттю про загиблих. Як приклад, воєнні символи широко застосовуються в рекламі горілки та побутових товарів, анонсах «святкових концертів» у нічних клубах з напівоголеними дівчатами, як елементи дизайну вуличних туалетів тощо. Викликаний «переможною» істерією сучасний підхід до дизайну святкових атрибутів також призвів до численного використання в російській «переможній» атрибутиці зображень представників нацистських збройних сил і їх зброї, наприклад перекреслена літера Z є емблемою 4-ї поліцейської панцергренадерської дивізії СС, а літера V є нарукавною нашивкою ветерана СС. Нестача справжніх ветеранів при проведенні святкових заходів компенсується залученням псевдоветеранів.
Гіпертрофовані заходи відбуваються, в тому числі, на найвищому політичному рівні Росії.
Ідеалізація в «культі великої перемоги» визначається і відмовою від справжнього обличчя цієї війни — не лише героїчної, а й дійсно кошмарної, де люди були «сміттям», чиє життя не рахували. Прикладом цього є і постійне повторювання: «Діди воювали».
Вірні «Культу Великої перемоги» вважають всіх, критиків цього культу «фашистами», «посібниками Гітлера». Складовими цього культу стали «георгієвська стрічка», марші «Безсмертного полку», помпезні військові паради з демонстрацією найновшої людовбивчої техніки тощо.
Ідеологема-символ «Велика Перемога» із того ж символічного ряду, що й «георгіївська стрічка», «великий полководець Сталін», «Севастополь — місто російської слави», «Кримнаш», «Руській мір», «Новоросія», «народне ополчення ДНР» (котре «рятує від карателів-фашистів») тощо. «9 Травня» стало невід'ємним елементом цього символічного ряду саме в період війни на Донбасі, коли гасло «Деды воевали!» надихає багатьох ідейних російських імпершовіністів їхати вбивати міфічних «жидобандерівців», які
буцім-то «безперервно бомблять мирних мешканців». При цьому образом головного ворога мисляться вже не «німецько-фашистські
загарбники», а «українські націоналісти» як "вороги СРСР та «русского мира» (з якими Сталін боровся в минулому, а Путін сьогодні). В есхатологічно-шизофренічній мрії-утопії про «небесну Новоросію» хворобливі фантоми про Христа як особливого «русского Бога» химерно поєднуються з гаслами «Ленін — Сталін — Путін!», «Побєда будет за намі!», «Побєдім фашистскую хунту!» (при цьому прояви «фашизму» вбачаються абсолютно у всьому українському, а «антифашизм» і «антиукраїнське» стають поняттями-синонімами).
Дацюк Сергій Аркадійович констатує: святкуючи так звану «Перемогу у Великій Вітчизняній війні» — вибірково виділеній радянською пропагандою частині Другої світової — росіяни, по-суті, виправдовують пакт Молотова — Ріббентропа — змову двох диктаторів про поділ Європи на «сфери впливу». 9 травня Росія, по-суті, святкує день окупації Східної Європи збройними силами СРСР, котра завершилася тільки з його розпадом. СРСР виявився нездатним до «позитивної цивілізованої експансії» (на відміну від США, котрі зреалізували подібну «експансію» в Японії, перетворивши її з ворога на партнера, демократизувавши, демілітаризувавши й надавши кошти для потужного матеріальнотехнічного переоснащення). Здійснюючи у 2000-х роках окупацію територій Грузії та України, Росія шукала виправдання для неї в минулому — і тут в пригоді став так званий «День Перемоги», який в решті світу сприймається як символ встановлення радянським режимом імперської за своєю природою окупації Східної Європи. Звільнення частини Європи від націонал-соціалістичного поневолення перетворилося на нове, комуно-соціалістичне.
Тімоті Снайдер вважає, що «День Перемоги» став у путінській Росії насамперед символом протистояння із «загниваючим Заходом», і що росіяни всі жахіття війни приписують українцям та Європі (українці в цій моделі — «поганці, колаборанти та фашисти»).
6 травня 2015 року секретар Ради безпеки РФ Микола Патрушев ідею вступу України до НАТО назвав символічним «реваншем сил, які воювали на боці нацистської Німеччини».
Канадський історик російського походження Дмитро Бергер: «Ті, хто любить поговорити про якусь Велику Перемогу радянського народу, не знають або не бажають знати, що люди, котрі пережили цю війну, так про неї не думали. Великими були лише поразки, трагедії і страждання. І великим було полегшення, що весь цей великий жах, нарешті, скінчився. Знайти велич, перебуваючи в оточенні руїн, розрухи й десятків мільйонів трупів, людина, що зберегла хоча б дещицю здорового глузду, просто не могла».

## Причини виникнення
Окремі російські політологи вважають, що однією з причин явища є консервативне мислення, притаманне народу Росії, з характерним прагненням у всьому орієнтуватися на приклади «великого минулого», а не жити сьогоденням і планувати майбутнє. Такий образ мислення склався, у тому числі, через особливості імперського минулого Росії, викликаного культурним відставанням метрополії від окремих провінцій імперії. Як наслідок, центр виявився більш консервативним і орієнтується на «традиційні цінності».

## Бюджетна підтримка

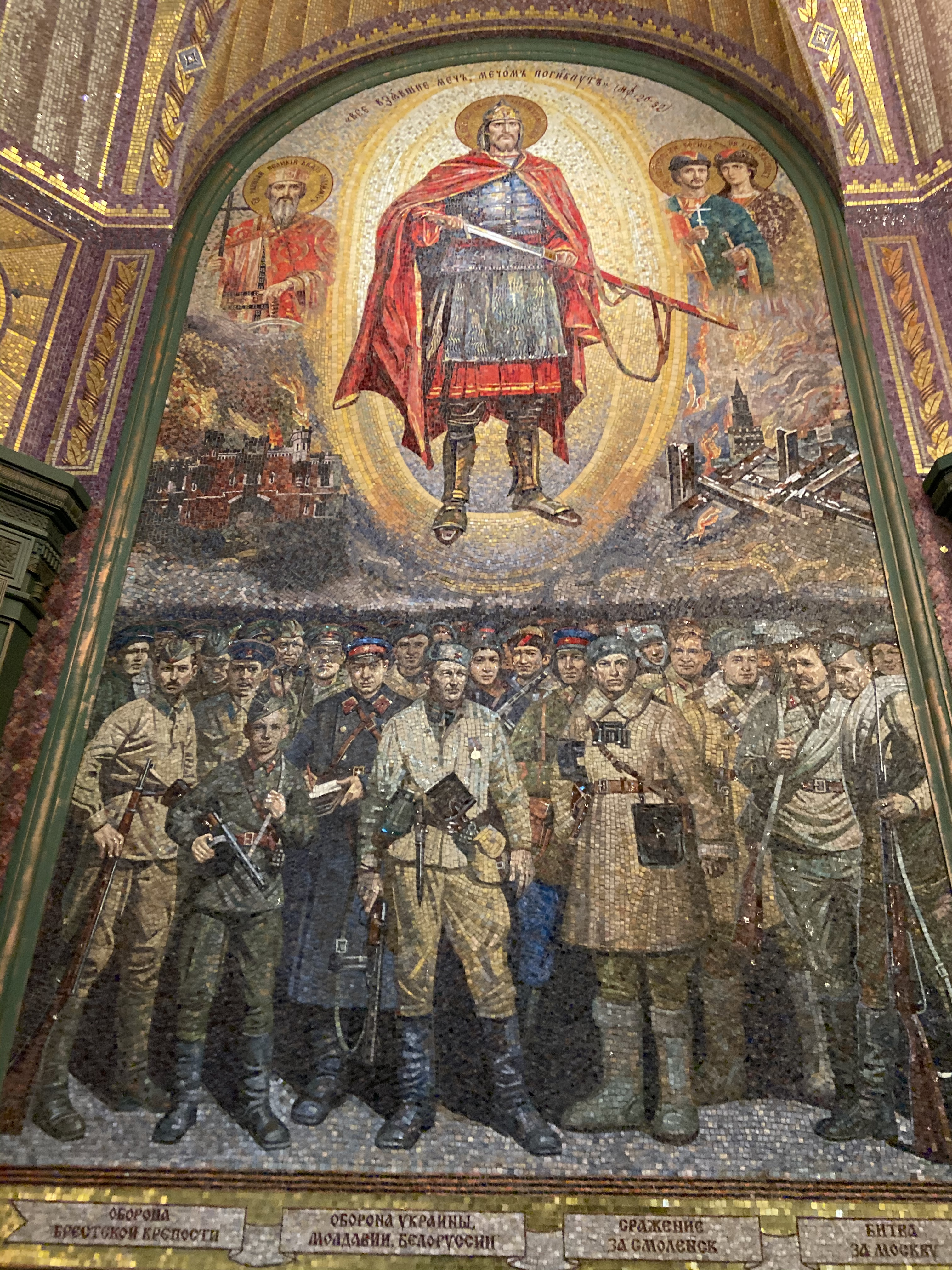
Мозаїка у Головному соборі Збройних сил Росії, в якій поєднана православна псевдоіконаграфія та радянський мілітаристський символізм.

Реалізація та підтримка культу перемоги проводиться на вищому державному рівні, кошти державної підтримки з бюджету РФ направляються у вигляді соціальних грантів, відповідно до розпорядження президента РФ від 05.04.2016, і на підставі конкурсу, проведеного Національним благодійним фондом РФ, де найбільші суми грантів були виділені на створення культу та вшанування пам'яті Другої світової війни, вивчення проблем євразійського союзу, фонду вивчення новітньої історії Європи та підготовку фахівців у цій галузі.
Явну та відкриту підтримку отримали у 2 півріччі 2016 року такі організації, як «Автономна некомерційна організація щодо збереження та підтримання військового, історичної та культурної спадщини планети» (2,8 млн), "Краснодарська крайова громадська військово-патріотична пошукова організація Асоціація пошукових загонів «Кубаньпоиск» (1,5 млн), Саратовська обласна громадська організація "Союз пошукових загонів «Шукач» (1,5 млн); Регіональна патріотична громадська організація «Безсмертний полк — Москва» (5 млн); Загальноросійський союз громадських об'єднань «Російське військове братство» (4,9 млн), Свердловська обласна громадська молодіжна організації «Асоціація патріотичних загонів „Повернення“» (1,5 млн); Смоленське обласне відділення Міжнародного громадського фонду «Російський фонд миру», Загальноросійський громадський рух по увічненню пам'яті загиблих при захисті Вітчизни «Пошуковий рух Росії» (7,5 млн). Окрім грантової допомоги громадським організаціям, створюється соціальна реклама, проводяться урочисті концерти.

## Цікаві факти
- 2015 року в селищі Сумкіне (Тюмень, Росія) було встановлено пам'ятний знак «Захисникам вітчизни у всі часи». На ньому був зображений Вернер Голдберг, що був фотомоделлю в нацистській пропаганді як «ідеальний німецький солдат». Портрет на пам'ятнику замінили після впізнання[28].
- Того ж року в різних містах Росії були встановлені білборди з зображеннями німецьких військових часів Другої світової війни та написами «Вони захищали Батьківщину», гвардійськими стрічками тощо.[29]
- В квітні 2017 у містечку Кубинка неподалік Москви відбувся «штурм» бутафорського Рейхстагу, спеціально зведеного для цієї події[30].
- У травні 2017 культ зазнав критики в провладних ЗМІ Росії[31].
- В ході мілітарної та переможної істерії мали місце стройові вправи дівчат в літньому одязі на снігу в Єкатеринбурзі у квітні 2018[32].